# Crystal Waters
Crystal Waters (Deptford, 19 novembre 1961) è una cantante statunitense di musica dance. Pronipote di un'altra cantante, Ethel Waters, è nota principalmente per il  successo mondiale Gypsy Woman (She's Homeless) pubblicato nel 1991.

## Biografia
Specializzata in musica dance, ha riscosso un successo mondiale nel 1991 con la celebre canzone da discoteca Gypsy Woman (She's Homeless), che ha raggiunto ottime posizioni nelle classifiche ottenendo in particolare i primi posti in Svizzera e Francia.
Negli anni novanta ha pubblicato tre album inediti (Surprise, 1991, Storyteller, 1994 e l'omonimo Crystal Waters, 1997) e numerosi singoli tra cui 100% Pure Love e Say... If You Feel Alright, di discreto successo in Europa.
A cavallo tra gli anni novanta e gli anni duemila sono state pubblicate tre sue raccolte, mentre negli anni duemila la cantante ha proseguito l'attività musicale attraverso la pubblicazione di singoli e serate dal vivo in tutto il mondo.
Ha svolto numerose collaborazioni, tra cui una con Alex Gaudino per il singolo Destination Calabria, di successo europeo nel 2007.

## Discografia

### Album in studio
- 1991 – Surprise
- 1994 – Storyteller
- 1997 – Crystal Waters

### Raccolte
- 1998 – The Best of Crystal Waters
- 2001 – Gypsy Woman - The Collection
- 2001 – 20th Century Masters - The Millennium Collection: The Best of Crystal Waters

### Singoli
- 1991 – Gypsy Woman (She's Homeless)
- 1991 – Makin' Happy
- 1992 – Megamix
- 1992 – Surprise
- 1992 – Gypsy Woman (Basement Boys "Strip to the Bone" Remix) / Peace
- 1994 – 100% Pure Love
- 1994 – What I Need
- 1994 – Ghetto Day
- 1995 – Freedom
- 1995 – Relax
- 1996 – In De Ghetto (Bad Yard Club feat. Crystal Waters)
- 1997 – Say... If You Feel Alright
- 1997 – Just a Frek (feat. Dennis Rodman)
- 2001 – Come on Down
- 2001 – Enough
- 2001 – Night in Egypt
- 2003 – My Time (Dutch feat. Crystal Waters)
- 2004 – Lies
- 2007 – Destination Calabria (Alex Gaudino feat. Crystal Waters)
- 2008 – Dancefloor
- 2009 – Never Enough
- 2010 – When People Come Together (Crystal Waters vs Bellani & Spada)
- 2011 – Say Yeah (feat. Fred Pellichero)
- 2011 – Le Bump (feat. Yolanda Be Cool)
- 2011 – Masquerade
- 2012 – Long Day (feat. Inaya Day Allstar)
- 2012 – Love I Call My Own (feat. Nicola Fasano & Steve Forest)
- 2013 – Oh Mama Hey (feat. Chris Cox & DJ Frankie)
- 2013 – Blow (feat. Armand Pena, Harry Romero, Alex Alicea)
- 2014 – Be Kind (feat. StoneBridge)
- 2014 – Every Day (feat. Murk)
- 2015 – Let Me Be the One (feat. David Tort & Nick Marsh)
- 2015 – Synergy (feat. Sted-E & Hybrid Heights)